# Liste der Museen im Rhein-Sieg-Kreis
Die Liste der Museen im Rhein-Sieg-Kreis beinhaltet Museen im Rhein-Sieg-Kreis, die unter anderem Kunst, Kultur und Naturgeschichte vorstellen.

## Liste der Museen
| Bezeichnung                                                                 | Ort                         | Bemerkungen | Bild |
| --------------------------------------------------------------------------- | --------------------------- | --- | ---- |
| Haus der Alfterer Geschichte                                                | Alfter                      | Heimatmuseum |      |
| Obstbaumuseum                                                               | Bornheim                    | |      |
| Stiftung Bundeskanzler-Adenauer-Haus                                        | Bad Honnef                  | Politikergedenkstiftung für Konrad Adenauer.                                                                              |      |
| Turmmuseum Stadt Blankenberg                                                | Hennef                      | Das Turmmuseum befindet sich im Katharinenturm. Der Torturm, auch Porzenturm genannt, stammt aus dem 13./14. Jahrhundert. |      |
| Siebengebirgsmuseum                                                         | Königswinter                | |      |
| Brückenhofmuseum                                                            | Königswinter-Oberdollendorf | |      |
| Museum für schlesische Landeskunde                                          | Königswinter                | im Haus Schlesien |      |
| Museum für Naturschutzgeschichte in der Vorburg zu Schloss Drachenburg      | Königswinter                | |      |
| Technik- und Bauernmuseum                                                   | Much-Berzbach               | |      |
| Museum für Rassegeflügelkunde                                               | Much-Marienfeld             | |      |
| Glasmuseum Rheinbach                                                        | Rheinbach                   | |      |
| Haus Völker und Kulturen                                                    | Sankt Augustin              | Völkerkundliches Museum                                                                                                   |      |
| Kunstverein Rhein/Sieg im Pumpwerk                                          | Siegburg                    | |      |
| Museum der Abtei Michaelsberg                                               | Siegburg                    | |      |
| Schatzkammer der kath. Pfarrkirche St. Servatius                            | Siegburg                    | |      |
| Stadtmuseum Siegburg                                                        | Siegburg                    | |      |
| Siegwerk-Museum im Torhaus                                                  | Siegburg                    | |      |
| Golf Club Schloss Miel                                                      | Swisttal                    | |      |
| Bilderbuchmuseum der Stadt Troisdorf Stiftung Alsleben, Sammlung Brüggemann | Troisdorf                   | |      |
| Fischereimuseum der Fischerei-Bruderschaft zu Bergheim an der Sieg          | Troisdorf                   | |      |
| Museum für Stadt- und Industriegeschichte Troisdorf (Musit)                 | Troisdorf                   | |      |
| Josef-Velten-Museum in Villip                                               | Wachtberg                   | |      |
| Heimatmuseum Windeck                                                        | Windeck                     | |      |
| Besucherbergwerk Grube Silberhardt                                          | Windeck                     | |      |